# Fachada livre

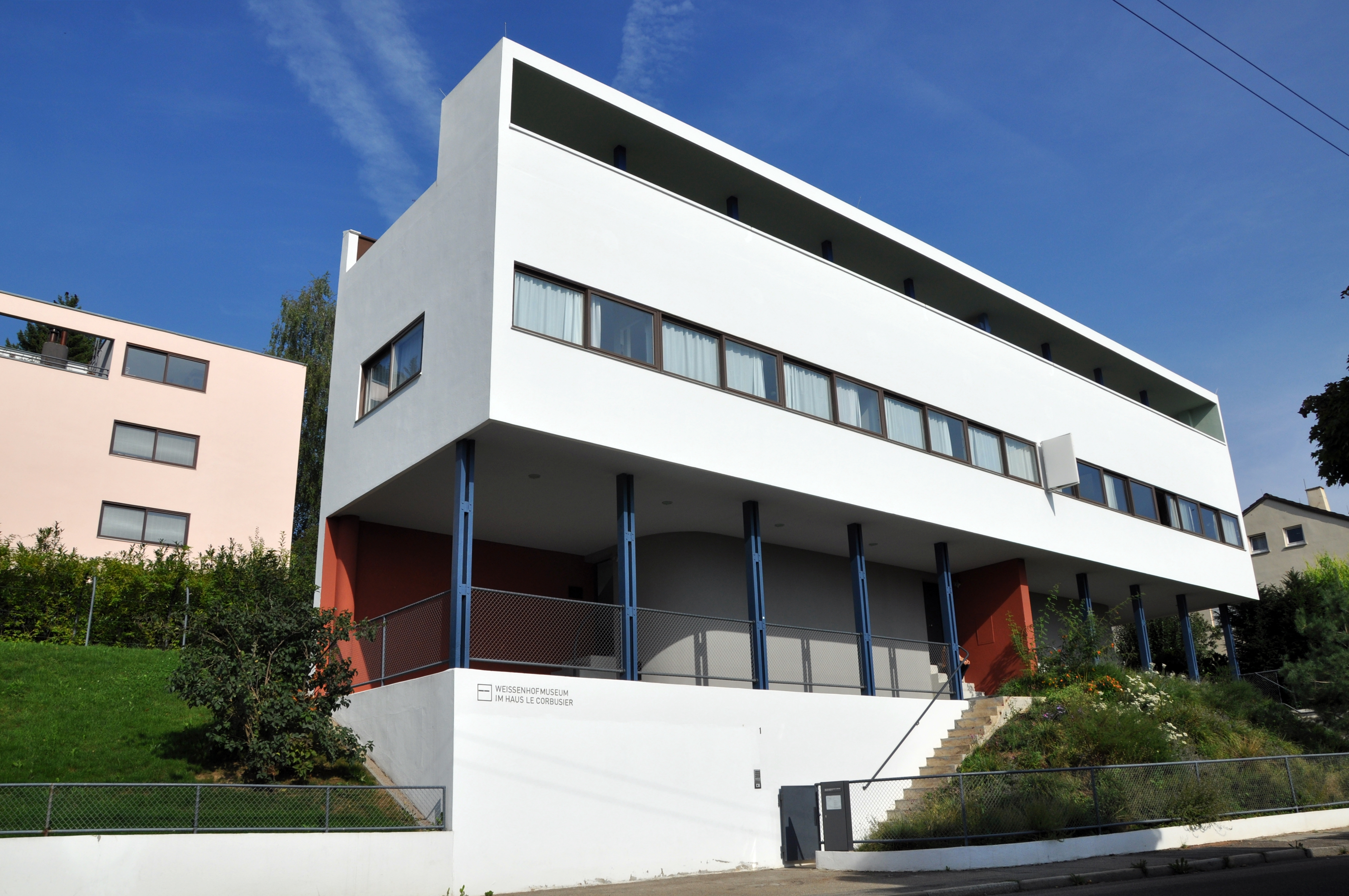
Edifício com fachada livre.

Fachada Livre é um dos conceito dos Cinco pontos da Nova Arquitetura, desenvolvidos por Le Corbusier e Pierre Jeanneret e publicados em manifesto em 1926.
Segundo o conceito, a fachada livre é a fachada com abertura máxima, podendo ser utilizado o vidro, o elemento vazado como fechamento ou mesmo o vão aberto. Fato impensável outrora, quando as alvenarias de fachada recebiam esforços estruturais, possuíam grandes espessuras e consequentemente poucas aberturas.